# マルク・ハイジンハ

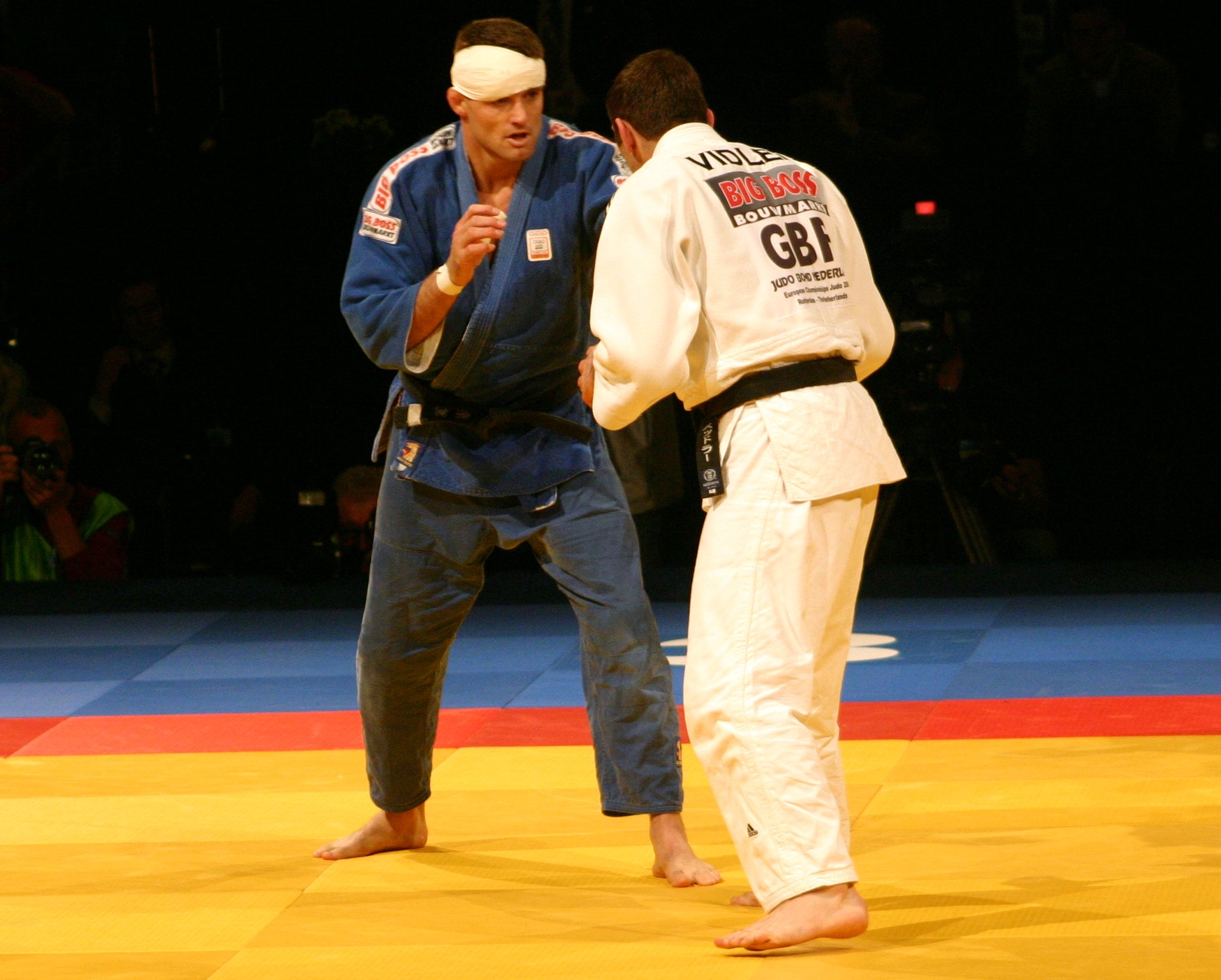
2005年ヨーロッパ選手権でのハイジンハ

マルク・ハイジンハ（Mark Huizinga、1973年9月10日 - ）は、オランダの南ホラント州フラールディンゲン出身の柔道家。身長184 cm。

## 経歴
4歳の時に柔道を始め、14歳で黒帯を取得した。
1996年アトランタオリンピックから4大会連続オリンピック出場し、シドニーオリンピックで金メダルを獲得したのを始め合計3個のメダルを獲得した。
また、ヨーロッパ選手権で5個の金メダルを含む12個のメダルを獲得している。
2008年の北京オリンピック後に現役を退き、指導者として後進の指導に当たっている。

## 特技
亀姿勢の相手の右から両脚で相手の右腕を挟む腕挫脚固のような体勢から右脚は挟むのを外し左脚は相手の右腕に絡めたまま、さらに相手の右脚を抱えながら右足で床を蹴って相手もろとも前転し、相手を仰向けの状態に移行し、そこから抑込技や腕挫膝固に持ち込むいわゆる｢ハイジンハ・ロール｣の使い手として知られる。2007年のフランス国際でこの一連の動作を示して以降、注目を集めるようになった。
BJJで使われるサンボプラッタやサンボのクリノイ・ロールに似た技法でもある。クリノイ・ロールは1988年3月からソ連のハバロフスク行われたベースボール・マガジン社主催第2回サンボ研修ツアーで披露されたハイジンハ・ロールに似た肩関節技である。
柔道ではサンボやBJJと異なり肩関節を極めることは反則となるので、関節技に持ち込む場合は肘を極めることになる。

## 主な戦績
78 kg級での戦績
- 1993年 - ルーマニア国際　優勝
- 1994年 - ロシア国際　3位
- 1994年 - オーストリア国際　3位
- 1994年 - ハンガリー国際　3位
- 1994年 - オランダ国際　優勝
- 1994年 - ヨーロッパ選手権　3位
- 1994年 - 嘉納杯　3位
- 1995年 - ハンガリー国際　優勝

86 kg級での戦績
- 1995年 - ヨーロッパ選手権　5位
- 1996年 - オーストリア国際　3位
- 1996年 - ドイツ国際　3位
- 1996年 - ハンガリー国際　3位
- 1996年 - ヨーロッパ選手権　優勝
- 1996年 - アトランタオリンピック　3位
- 1997年 - ヨーロッパ選手権　優勝
- 1997年 - 世界軍人選手権大会　優勝

90 kg級での戦績
- 1998年 - オランダ国際　2位
- 1998年 - ヨーロッパ選手権　優勝
- 1998年 - 世界軍人選手権大会　優勝
- 1999年 - 嘉納杯　優勝
- 1999年 - ドイツ国際　優勝
- 1999年 - ヨーロッパ選手権　3位
- 1999年 - ミリタリーワールドゲームズ　優勝
- 2000年 - ロシア国際　優勝
- 2000年 - ドイツ国際　3位
- 2000年 - ヨーロッパ選手権　2位
- 2000年 - シドニーオリンピック　優勝
- 2000年 - 世界軍人選手権大会　優勝
- 2001年 - ハンガリー国際　優勝
- 2001年 - 世界軍人選手権大会　優勝
- 2002年 - フランス国際　優勝
- 2002年 - ヨーロッパ選手権　3位
- 2003年 - ミリタリーワールドゲームズ　優勝
- 2004年 - ロシア国際　3位
- 2004年 - フランス国際　3位
- 2004年 - オランダ国際　優勝
- 2004年 - ヨーロッパ選手権　2位
- 2004年 - アテネオリンピック　3位
- 2004年 - 世界軍人選手権大会　優勝
- 2004年 - ロシア大統領杯　団体戦　優勝
- 2005年 - ヨーロッパ選手権　3位
- 2005年 - 世界軍人選手権大会　優勝
- 2005年 - 世界選手権　3位
- 2006年 - チェコ国際　優勝
- 2006年 - オランダ国際　3位
- 2006年 - ヨーロッパ選手権　5位
- 2006年 - 世界軍人選手権大会　2位
- 2007年 - フランス国際　3位
- 2007年 - 世界選手権　5位
- 2007年 - オランダ国際　2位
- 2008年 - フランス国際　5位
- 2008年 - ヨーロッパ選手権　優勝

(出典、JudoInside.com)。